# Großkmehlen
Großkmehlen és una ciutat alemanya que pertany a l'estat de Brandenburg. Forma part de l'Amt Ortrand. Es troba a l'extrem més meridional del districte.

## Ajuntament
El consistori està format per 11 regidors, repartits entre:
- CDU 4 regidors
- DSU 2 regidors
- Independents 4 regidors